# Mabayi
Mabayi é uma das seis comunas existentes na província de Cibitoke, no Burundi.